# 伊巴雅特島
伊巴雅特島（英語：Itbayat Island），是巴丹群島的島嶼之一，也是菲律賓最北的有人島，人口2988人（2010年5月1日）。由巴丹群島省伊巴雅特市管轄，行政中心設置於此島。
島上居民主要種植蒜、鳳梨、棕櫚，並有眾多椰子蟹棲息。

## 地理
是巴丹群島中最大的島嶼，形狀略呈橢圓狀。海岸線主要由陡峭岩壁和淺灣組成，島上大多是平坦的丘陵地形，在東北區域的最高處的海拔超過200公尺。
植被為低矮植物，不過部分土地也作為農業耕種使用。

## 位置
島嶼距離菲律賓呂宋島約290公里、夏揚島約25公里、汀姆島約17公里，離臺灣蘭嶼約132公里、鵝鑾鼻約156公里。

## 交通
島上擁有伊巴雅特機場，跑道長度約800公尺。此外，從阿帕里（Aparri）或巴士古的港口搭船也可抵達。

## 其他
考古學家於2002年至2004年的研究當中，證明3500年前即有人類居住在島上的多羅干洞穴（Torongan），以及北沙羅干洞穴（Northern Sarokan）、東沙羅干洞穴（Eastern Sarokan）、多特伯羅洞穴（Do'tboran）、佩維干洞穴（Pevangan）等地中。

## 外部連結
- 维基共享资源上的相關多媒體資源：伊巴雅特島
- Itbayat Profile at PhilAtlas.com （页面存档备份，存于）

20°46′N 121°50′E / 20.767°N 121.833°E